# Altanius
Altanius es un género extinto de primates hallado en depósitos del Eoceno Inferior de Mongolia. Aunque su relación filogenética es cuestionable, muchos lo han clasificado como un omómido primitivo o bien como un miembro de un grupo hermano tanto de los adapoides como los omómidos. El género solo está representado por una especie, Altanius orlovi, la cual se estimaba que pesaba entre 10 a 30 gramos basándose en sus restos dentales y faciales los cuales son relativamente bien conocidos.

## Morfología
La mayor parte de los restos fosilizados de Altanius, como los de muchos vertebrados extintos, consisten en fragmentos dentales aislados. Sin embargo, la abundancia de especímenes, recolectados entre el descubrimiento inicial realizado por Dashzeveg y McKenna en 1977 y el presente, ha permitido conocer su dentición casi completa.
Los rasgos distintivos del género incluyen trigónidos altos y pequeños, la cuenca anterior en los molares inferiores, y premolares altos. Se relaciona con el grupo de los omómidos por tener mandíbulas sin fusionar, paracónidos reducidos en los molares inferiores, y en general molares cortos. Estos rasgos son demasiado numerosos son demasiado numerosos como para haberse desarrollado fácilmente por evolución paralela. Sin embargo la presencia de cuatro premolares, un premolar de raíz doble y canino sin reducir, sugieren una dentición más primitiva en Altanius que la de los omomiodes, asemajándose más a los Carpolestidae, un grupo de Plesiadapiformes. Esta dentición también es similar a la de los adapoideos primitivos Donrusselia y Cantius. No obstante, sus altas cúspides linguales y talónidos corto y la cuenca en el extremo distal de los molares inferiores, son rasgos demasiado derivados para este taxón como para ser de un ancestro primitivo de un omomiodeo.

## Filogenia
Hallado en 1977, este género fue uno de los primeros fósiles de primate del Eoceno hallado en Asia e indica que las primeras radiaciones de primates no estuvieron restringidas a Norteamérica y Europa. Altanius, con su mezcla de rasgos dentales, algunos increíblemente primitivos, algunos muy similares a los omomoideos, y algunos altamente especializados, no ha podido ser situado de manera satisfactoria en ningún grupo taxonómico. Muy probablemente es miembro de un grupo hermano que se ramificó antes o poco después de la divergencia de los omomoideos y los adapoidos, aunque no faltan otras interpretaciones.